# Félice Jankell
Anna Félice Hildegard Jankell, född 24 februari 1992 i Gustav Vasa församling, Stockholms län, är en svensk skådespelare.

## Familj
Jankell är dotter till skådespelaren Thorsten Flinck och radioprofilen Annika Jankell samt äldre syster till skådespelaren Happy Jankell. 

## Biografi
Jankell gick teaterlinjen på Viktor Rydbergs gymnasium.
Jankell debuterade 2005 i Percy, Buffalo Bill och jag där hon gjorde rollen som Pia. Debuten uppmärksammades i tidningen Aftonbladet. År 2006 spelade hon Esther i TV-serien Världarnas bok. År 2014 hade hon huvudrollen i filmen Unga Sophie Bell. Inför Guldbaggegalan 2016 nominerades hon i kategorin Bästa kvinnliga huvudroll för rollen.
Hon spelade "Fiona" i julkalendern Jakten på tidskristallen som gick julen 2017.

## Filmografi (i urval)
- 2005 – Percy, Buffalo Bill och jag
- 2006 – Världarnas bok (TV-serie)
- 2014 – Unga Sophie Bell
- 2014 – Från djupet av mitt hjärta
- 2015 – En delad värld (TV-serie)
- 2015 – 100 Code (TV-serie)
- 2017 – Syrror (TV-serie)
- 2017 – Jakten på tidskristallen (TV-serie) (Julkalender)
- 2018 – Morden i Sandhamn (TV-serie)
- 2018 –  De dagar som blommorna blommar (TV-serie)
- 2019 – Svart cirkel
- 2020 – De utvalda (TV-serie)
- 2020 – Top Dog (TV-serie)
- 2021 – Snabba cash (TV-serie)
- 2022 – Hamilton (TV-serie)
- 2022 – The Playlist (TV-serie)

## Teater

### Roller (ej komplett)
| År   | Roll                  | Produktion                             | Regi           | Teater   |
| ---- | --------------------- | -------------------------------------- | -------------- | -------- |
| 2013 | En ung skådespelerska | Fanny och Alexander Ingmar Bergman     | Stefan Larsson | Dramaten |
| 2022 | Amanda Lindqvist      | Sviten Denise Rudberg och Mikaela Bley | Lisa Ohlin     | Intiman  |